# 草腹链蛇
草腹链蛇为蛇亞目游蛇科腹链蛇属下的一種無毒蛇類，又名草腹鏈蛇、草游蛇、黃帶水蛇、草花蛇，俗名黄头蛇、土地公蛇、草尾仔蛇、草蜢仔蛇，

## 特徵
為無毒的小型蛇類，體長約90公分，體色為灰褐色和黃褐色花紋交錯，身體前半部有明顯的黑色橫紋，橫紋兩端各有一白色斑點。

## 習性
日行性，性情溫和，特別喜食蛙類、樹蛙，偶爾也吃昆蟲，卵生。主要生活于水域附近，栖息于平原、高原、盆地、低海拔山區以及河边、溪流、山坡、路边、水田边、農墾地、草生地。其生存的海拔范围为215至1880米。

## 分佈
分布于臺灣、巴基斯坦、印度、斯里兰卡、尼泊尔、缅甸、泰国、越南、柬埔寨、寮國等中南半岛國家，以及中国南部如浙江、安徽、福建、江西、河南、湖南、香港、广东、海南、广西、贵州以及云南等地

## 保护
本种于2023年被收录入《有重要生态、科学、社会价值的陆生野生动物名录》。

## 文化
草腹链蛇在台灣被稱為「土地公蛇」，因為傳說草腹链蛇是土地公女兒的化身，因此早期務農的人若是發現草腹链蛇通常都不會打死。